# 艾伦·麦克德尔米德
艾伦·格雷厄姆·麦克德尔米德 ONZ（英語：Order of New Zealand，1927年4月14日—2007年2月7日），化学家，具有美国和新西兰双重国籍。由于在导电聚合物领域的开创性贡献，麦克德尔米德与艾伦·黑格、白川英树一起获得2000年诺贝尔化学奖。

## 童年生活
麦克德尔米德出生于新西兰的马斯特顿，家中还有两个哥哥、一个姐姐和一个妹妹。他的家境并不好，小学和中学时他先后兼职送过牛奶和报纸。当时的经济大萧条对新西兰造成了很严重的影响，生活十分困难，于是他的父母决定举家搬迁到离惠灵顿不远的下哈特，以求获得更多工作机会。大约10岁的时候，父亲的一本旧教科书激发了麦克德尔米德对化学的兴趣，后来他又在下赫特图书馆找到一本《少年化学家》（The Boy Chemist），通过不断续借，阅读了大约一年，做完书中绝大多数实验。他在赫特谷中学（Hutt Valley High School）接受了三年中学教育。

## 学术生涯
1943年，16岁的麦克德尔米德通过新西兰大学的入学考试，进入维多利亚大学学院（Victoria University College）学习。1944年，他开始在化学系实验室给教授充当助手，从此实现经济上的独立，无需家里的资助。1947年，完成学士学位后，麦克德尔米德在维多利亚大学学院获得实验员职位，指导本科生进行实验，并继续攻读硕士学位。期间，他于1949年在《自然》杂志上发表了自己的第一篇学术文章。1951年，以优异成绩完成硕士学位后，麦克德尔米德未成功申请到剑桥大学的奖学金，但获得了美国国务院颁发的富尔布赖特奖学金，得以前往威斯康星大学麦迪逊分校攻读博士学位。
在威斯康星大学期间，麦克德尔米德师从诺里斯·霍尔教授，研究无机化学，于1952年和1953年先后取得硕士和博士学位。其后，他又获得奖学金（New Zealand Shell Graduate Scholarship）资助，到英国剑桥大学研究硅氢化物，师从H. J. Emeléus教授，于1955年取得剑桥大学博士学位。
从剑桥大学毕业后，麦克德尔米德到苏格兰圣安德鲁斯大学短暂任教，随后于1956年转投宾夕法尼亚大学担任副教授。他在宾夕法尼亚大学工作50年，直到逝世，期间于1964年升任正教授，1988年被聘为“布兰查德化学教授”（Blanchard Professor of Chemistry）。2002年，麦克德尔米德加盟德州大学达拉斯分校纳米技术研究所，担任指导委员会主席，但仍保留在宾夕法尼亚大学的职务。从1994年起，麦克德尔米德与中国吉林大学长期保持密切的学术合作关系。他于1999年被聘为吉林大学名誉教授，2004年起被聘为吉林大学教授。2001年11月12日，中国高校首个以诺贝尔奖获得者名字命名的实验室吉林大学麦克德尔米德实验室揭牌，麦克德尔米德任实验室学术委员会第一任主任。他还积极推动新西兰麦克德尔米德先进材料与纳米技术研究所以及中国三峡大学艾伦·麦克德尔米德再生能源研究所的建立。

## 主要贡献
麦克德尔米德最著名的研究成果是发现与研究导电聚合物，即导电塑料，也正是凭借在这一领域的开创性贡献，他与艾伦·黑格、白川英树一起获得2000年诺贝尔化学奖。1973年，他开始研究(SN)x，即聚氮化硫，一种具有金属导电性的聚合物。1975年，他在日本京都大学做访问教授期间，有一次到东京工业大学进行学术交流，白川英树向他介绍自己合成的银色膜状聚乙炔。麦克德尔米德随即邀请白川英树到宾夕法尼亚大学进行访问研究。他们尝试通过增大聚乙炔的纯度来提高它的导电性，实验结果却与预期相反。联系到之前在聚氮化硫中加入溴可将导电性提高10倍，这时他们意识到，聚乙炔里的杂质可能起到搀杂剂的作用，从而提高聚乙炔的导电性。因此，他们向聚乙炔中加入了溴，很快在室温下就将导电性提高了数百万倍。他们又与当时在宾夕法尼亚大学物理系的艾伦·黑格进行合作，进行物理性质方面的研究。他们三人合作的研究成果拥有广泛的应用，例如蓄电池、电磁屏蔽、防静电扩散、抗腐蚀、弹性塑料晶体管和电极、电致发光聚合物显示等。
麦克德尔米德长期致力于导电聚合物的研究，尤其是在聚乙炔和聚苯胺的合成、化学性质、搀杂、电化学特性、导电性、磁性、光学性质方面进行了细致的工作。他单独或与人合作发表了大约600篇学术论文，申请到25项专利。

## 荣誉
- 1999年：美国化学会材料化学奖[17]
- 1999年：惠灵顿维多利亚大学名誉博士学位[18]
- 2000年：新西兰皇家学会卢瑟福奖章[19]
- 2000年：诺贝尔化学奖[2]
- 2001年：新西兰爵士勋章[20]
- 2002年：当选美国工程院院士、美国科学院院士[21]
- 2004年：中华人民共和国友谊奖，並於漢能控股集團擔任首席科學家[22][23]
- 2005年：德雷克塞尔大学名誉博士学位[16]
- 2006年：香港科技大学名誉博士学位[24]
- 2006年：诺丁汉大学名誉博士学位[25][26]

以麦克德尔米德的名字命名的研究机构有：
- 麦克德尔米德实验室（2001年，中国吉林大学）[13]
- 麦克德尔米德先进材料与纳米技术研究所（2003年，新西兰）[27]
- 三峡大学艾伦·麦克德尔米德再生能源研究所（2006年，中国三峡大学）[28][29]
- 艾伦·G·麦克德尔米德纳米技术研究所（2001年成立，2007年改为现名，美国德克萨斯大学达拉斯分校）

此外，惠灵顿维多利亚大学在2001年以麦克德尔米德的名字设立“Alan MacDiarmid Chair in Physical Chemistry”职位。

## 生活
麦克德尔米德在威斯康星大学求学期间，曾担任校内最大的学生组织“国际俱乐部”（International Club）的主席。在国际俱乐部的一次舞会上，他结识了后来的妻子Marian Mathieu。麦克德尔米德在英国学习期间，两人在剑桥大学西德尼·苏塞克斯学院的教堂内举行了婚礼。两人相处了36年后，Marian在1990年去世。这段婚姻给他带来3个女儿、1个儿子和9个孙子、孙女。自1991年起，Gayl Gentile成为麦克德尔米德的新伴侣，并于2005年完婚。麦克德尔米德是一位天然主义者，热衷于晒太阳和滑水。
2007年2月7日，麦克德尔米德在位于费城郊区的家中不慎跌倒，经抢救无效，在特拉华县纪念医院逝世。据他妻子Gayl Gentile介绍，麦克德尔米德晚年患上骨髓增生异常综合征（myelodysplastic syndrome），一种类似白血病的疾病。当时他的生命只剩下几个星期，于是准备最后一次返回新西兰拜访亲友，没料到却在即将出门搭乘去往新西兰的航班之前发生了意外。

## 延伸阅读
- 为中国科技加油：本网专访诺贝尔奖获得者麦克德尔米德教授（页面存档备份，存于） - 人民网
- 科学研究在于人——艾伦·麦克迪尔米德访谈录 - 浙大求是新闻网（原载《文汇报》）
- 吉林大学知名学者——麦克德尔米德[永久] - 吉林大学学而思网